# 立窝尼亚人
立窝尼亚人（līvlizt），是立窝尼亚原住民，居住在今天拉脱维亚西北部和爱沙尼亚西南部 。不像拉脱维亚人、立陶宛人和欧洲的大多数民族，立窝尼亚人的语言不属于印欧语系，而属于与爱沙尼亚语和芬兰语有关联的乌拉尔语系的芬兰语支。
由于历史学、社会学和经济学原因和民族的散居，导致立窝尼亚人的减少，在21世纪，只有一小部分立窝尼亚人。根据2000年的普查，在拉脱维亚只有177个立窝尼亚人。

## 历史

### 起源
现代立窝尼亚人的来源存在争议，立窝尼亚人声称他们居住在现在的地域有5000年的历史，一些芬兰部族在公元6-7世纪被挤到波罗的海沿岸。

### 中世纪

1200年的波罗的民族——立窝尼亚人居住于波罗的北部，道加瓦河北岸，库尔兰科尔卡斯角周围。

立窝尼亚人自称为rāndalist（“海岸居民”），他们也的确配得上这个称呼，他们主要以捕鱼为生，但也从事农业和畜牧业。自从他们控制了重要商道道加瓦河（立窝尼亚语：Väina），他们的文化通过与哥特兰人、俄罗斯人、芬兰人和在公元后第一年末起步的日耳曼人、瑞典人和丹麦人的贸易而高度发展。
不管怎样，到来的不只是商人，来自西欧，想要让信奉异教的立窝尼亚人昄依基督教的传教士也来了。在1201年，主教阿尔伯特·冯·布克斯霍夫登在道加瓦河河口建立里加作为基督教徒的移民地。在这未能让立窝尼亚人昄依基督教时，爱沙尼亚人和在内地的波罗的民族就昄依基督教了，主要由德意志人加入的骑士团宝剑骑士团成立，以征服异教徒。在著名的北方十字军的一场战役中，这些骑士战胜了立窝尼亚人，并在1206年和1207年征服了他们，让他们昄依基督教。之后他们不得不以士兵的身份加入宝剑骑士团，和爱沙尼亚人与拉脱维亚人作战，这场战争持续至1217年。
在立窝尼亚十字军入侵时，一度繁荣的立窝尼亚被摧毁，而且整个立窝尼亚的人口减少了。这些人被在1220年左右迁入该地区至少30年的拉脱维亚民族——库尔兰人、瑟米利亚人、拉特加利亚人和瑟洛尼亚人填满。他们大部分在道加瓦河流域安顿下来，所以在立窝尼亚东部的立窝尼亚人是于西部库尔兰半岛迁离至这里的。
因为拉脱维亚人的不断抵抗，宝剑骑士团最后不得不寻求活跃于波兰和立陶宛的更强大的条顿骑士团的帮助。在1237年宝剑骑士团经过改组，成为条顿骑士团一部分，并改名为立窝尼亚骑士团，以前的宝剑骑士团最终在1267年击败库尔兰人，并随后在1290年击败瑟米利亚人。从那时起，直到16世纪，拉脱维亚大部分地区由德意志人统治，而且里加和其他几个城市构成独立的，由德意志人统治的主教区，立窝尼亚骑士团统治其他地区。

### 外族统治（1558年-1795年）
在16世纪中期，立窝尼亚骑士团以及独立主教区处在混乱之中，因为马丁·路德的信教造成的影响日益扩大。趁着骑士团的虚弱的机会，俄罗斯沙皇伊凡雷帝在1558年入侵立窝尼亚，以获得波罗的海出海口。不管怎样，瑞典和波兰立陶宛联邦作为立窝尼亚骑士团的盟友加入这场战争，爆发了几乎25年的战争。这场立窝尼亚战争（1558年-1582年）让俄罗斯战败，但这也令立窝尼亚骑士团分裂。在库尔兰，立窝尼亚骑士团的最后一位大团长哥达·凯特莱建立独立公国，而凯特莱也成为了该国第一位公爵的时候，波兰立陶宛联邦声明拥有立窝尼亚和拉脱维亚东南部的主权。
在仅仅只有10年的间歇状态后，自1592年波兰立陶宛联邦和立窝尼亚战争后，声称拥有爱沙尼亚的主权的瑞典发动一系列战争，摧毁了立窝尼亚。最后瑞典人胜利，而且在1629年他们征服了立窝尼亚和里加。对于爱沙尼亚和立窝尼亚而言，瑞典统治的时代仍然是一个黄金时代。虽然它被外族占领，但是瑞典人在波罗的海地区非常关心他们的人民。例如，在17世纪，瑞典国王古斯塔夫二世·阿道夫和卡尔十一世引进了完整的初级教育系统，圣经被翻译为爱沙尼亚语和拉脱维亚语，在爱沙尼亚南部塔尔图建立了一所大学。
虽然瑞典与波兰、丹麦保持距离，俄罗斯人也对此无意见。在大北方战争（1700年-1721年），沙皇彼得大帝将瑞典作为地区性超级大国的自负完全击垮。而且在尼斯塔德条约（1721年）中，俄罗斯声明拥有长达20年的战争中再次遭到破坏的爱沙尼亚和立窝尼亚的主权。库尔兰在此后75年仍然保持独立，但在1795年第三次瓜分波兰时变为俄罗斯的殖民地。

### 同化与隔绝（1795年-1914年）
在一定程度上，因为毁灭性的战争的爆发和难民的迁入，立窝尼亚的立窝尼亚人最后被拉脱维亚人完全同化了。这个曾经充满生气的民族最后的残余住在萨拉查河（立窝尼亚语：Salatsi）沿岸，但在19世纪后期，立窝尼亚语和文化在立窝尼亚完全消失。不管怎样，在立窝尼亚的拉脱维亚方言口语中，很多立窝尼亚语借词被保留下来，在很多地区的名称中可以找到立窝尼亚语的痕迹。
在里加湾对面的库尔兰，立窝尼亚语言和文化也受到压制，但在这里，其文化和语言保留在库尔兰半岛外。几个因素证明了这一点，众所周知的是Līvõd rānda，立窝尼亚海岸，拉脱维亚文化的影响在那里太微弱，以至于其影响很难同化立窝尼亚人。首先，立窝尼亚人的社会以海洋为导向，基于渔业，而位于内地的拉脱维亚人以陆地为导向，基于农业。这个区别意味着这两个民族之间没有太多的相同点和关系。而且，立窝尼亚海岸由茂密丛林和不能通行的沼泽地与库尔兰半岛分隔，而这让他们几乎不可能有合作。事实上立窝尼亚海岸的人与住在里加湾对面的爱沙尼亚岛屿萨雷马岛的居民的关系更为密切。在他们的村庄的隔绝中，他们在几个世纪中留下了他们文化和语言的特点，直到20世纪外面的世界打破他们的生活方式，他们才被同化。

### 第一次世界大战
在1914年，俄罗斯进入第一次世界大战，从东方进攻德国和奥匈帝国，但不久它在一系列德国毁灭性的进攻中被迫撤退，而这次打击让全部波罗的地区进入德国手里。立窝尼亚海岸在1915年被德国人占领而且在他们靠近时，很多立窝尼亚人离开了他们的家园，并在也没有回来。其余的人被德国人驱逐出去，而且不得不等待，直到1919年他们允许回来时。
俄罗斯战败，而且随后沙皇尼古拉二世的退位给列宁和共产主义者夺得权力提供机会，导致在1917年苏维埃政府在俄罗斯的建立。布列斯特-里托夫斯科条约在翌年结束了德国和苏俄的战中，而且将波罗的地区彻底送入德国手中。可是，在1919年德国投降后，波罗的人起义，而且建立独立国家爱沙尼亚、拉脱维亚和立陶宛。

### 立窝尼亚在间战期的复兴
立窝尼亚海岸变为了拉脱维亚的一部分，虽然拉脱维亚人和他们的爱沙尼亚和立陶宛邻居一样，不久放弃了民主制，立窝尼亚语言和文化在拉脱维亚总统卡尔利斯·乌尔马尼斯的任期内经历了复兴。这次复兴的明示是在1923年4月2日立窝尼亚协会的建立，作为立窝尼亚人的代表。并且，立窝尼亚语唱诗班成立，立窝尼亚歌曲节在整个立窝尼亚海岸举行。此外，一面立窝尼亚旗帜被采用，上面有绿色（意味着森林），白色（意味着沙滩）和蓝色（意味着海洋），和一个与拉脱维亚旗帜类似的设计（即中间的色条为外边的色条的二分之一的三色旗）。但是拉脱维亚政府在1923年禁止成立拉脱维亚路德教会的立窝尼亚教区，同年它允许使用立窝尼亚语在立窝尼亚海岸的乡村的小学作为可选择的课程。在1930年代，立窝尼亚语刊物出版，收集了几个立窝尼亚作家的诗篇，一个立窝尼亚语月刊出版，称作"Līvli"（“立窝尼亚人”）。同样， 与亲属民族的联络，例如爱沙尼亚人和芬兰人——促使芬兰的人民和同源的芬兰语民族的关系更为紧密——而且在1939年由爱沙尼亚和芬兰政府资助的立窝尼亚社区教育中心在马基尔布建立。
这次在间战期的文化复兴是第一次给立窝尼亚人民族意识。之前，他们自称rāndalist（“海岸居民”）或kalāmīed（“渔民”)。自这次20年至30年的文化复兴后，他们开始自称līvõd， līvnikad，或līvlist（“立窝尼亚人”）。

### 苏联的压制
在苏联时代立窝尼亚人被来自莫斯科的镇压措施沉重地打击了。首先，他们不允许航行至“远方”，这个“远方”比从岸边到他们的渔场的距离还小。另外，和爱沙尼亚人、拉脱维亚人与立陶宛人一样，从1945年至1952年，他们大部分被流放至西伯利亚，并于1949年波罗的海地区农业集体化期间达到高峰。而且，在1955年一个苏联军事基地设立在立窝尼亚海岸中间。为完成这个任务，一些立窝尼亚人被强制性地搬到离海岸更远的地方。后来，在苏联让它的波罗的海岸线（它的西部边界）变为不允许一个人居住的“封闭边界区域”时，立窝尼亚海岸西部的村庄不得不完全撤走。
在苏联时代，立窝尼亚文化被压制。比方说，立窝尼亚协会被取缔，立窝尼亚社区教育中心被征用做其它用途。在拉脱维亚苏维埃社会主义共和国中，立窝尼亚人不被识别为独立民族。

### 现在状况
直到1970年代初，在西拉脱维亚城市文茨皮尔斯，立窝尼亚歌手才被允许成立称为"Līvlist"（“立窝尼亚人”）的唱诗班。在1980年代，通过戈尔巴乔夫的公开化和经济改革打开铁幕，带来改变。在1986年，立窝尼亚文化协会建立，后来重命名为立窝尼亚联盟（立窝尼亚语：Līvõd Īt）。
在1991年苏联解体后，拉脱维亚再次成为独立国家。在这个新国家中，立窝尼亚人最终记为语言和文化必须保护和前进的原住民。所有在苏联时代被剥夺的权力和个人财产现在又还给了他们。例如，在马基尔布（Irē）的旧立窝尼亚社区教育中心被恢复，而且变为了一座历史博物馆，称为立窝尼亚人之屋。同样，立窝尼亚语再次引入到立窝尼亚海岸乡村的小学中，而且这时该语言不是选修课，而是必修课。
此外，在1992年2月4日，拉脱维亚政府设立了一个历史文化保护区，称为Līvõd rānda ——立窝尼亚海岸——该区包括全部12个立窝尼亚村庄：鲁兹那（Lūž），米科尔托尼斯（Pizā），列里尔布（Īra ），贾希姆斯（Ūžkilā），斯科拉格斯（Sīkrõg ），马基尔布（Irē），科斯拉格斯（Kuoštrõg ），萨乌那格斯（Sǟnag），崴德（Vaid），科尔卡（Kūolka），皮查格斯（Pitrõg）和梅恩希尔斯（Mustānum）。拉脱维亚政府劝阻拉脱维亚人和其他非立窝尼亚人到这个地区，而且禁止改变具有历史意义的村庄的位置。並且，它禁止任何人兴建宾馆、餐馆，或者可能影响立窝尼亚文化，或吸引外人进入该地区的其他公共机构。
今天，很多拉脱维亚人拥有一些立窝尼亚血统。不管怎样，只有2000人为立窝尼亚人，他们中的1700人居住于立窝尼亚海岸的12个村庄，其他300人居住于拉脱维亚的各地，大部分居住于首都里加，但是也有一些居住于西拉脱维亚的城市，例如文茨皮尔斯、塔尔西和登达加。根据1995年的资料，立窝尼亚语只有不多于35个中年以上的人使用，而只有15至20人能流畅的说。一篇由为濒危语言设立的基金会在2007年发布的报告说只有182个登记过的立窝尼亚人，其中只有6位说本族语的人。